# Conducto coclear

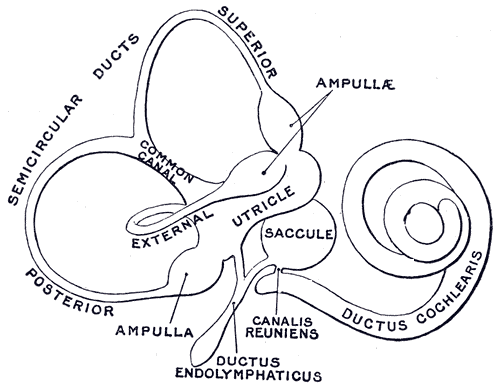
Ductus cochlearis= conducto coclear.

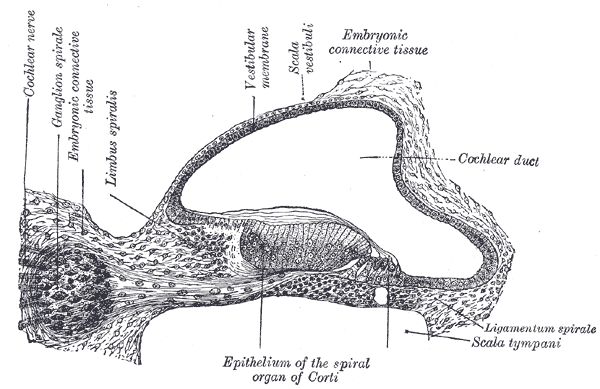
Cochlear duct= conducto coclear.

El conducto coclear o rampa  media es una cavidad llena de endolinfa dentro de la cóclea, ubicada entre el conducto timpánico y el conducto vestibular, separados por la membrana basilar y la membrana vestibular (membrana de Reissner) respectivamente. El conducto coclear alberga el órgano de Corti.

## Estructura
El conducto coclear es parte de la cóclea. Está separado del conducto timpánico (scala tympani) por la membrana basilar. Está separado del conducto vestibular (escala vestibular) por la membrana vestibular (membrana de Reissner). La estría vascular se encuentra en la pared del conducto coclear.

### Desarrollo
El conducto coclear se desarrolla a partir de la vesícula ótica ventral (otocisto). Crece ligeramente aplanado entre la mitad y el exterior del cuerpo. Este desarrollo puede estar regulado por los genes EYA1, SIX1, GATA3 y TBX1. El órgano de Corti se desarrolla dentro del conducto coclear.

## Función
El conducto coclear contiene el órgano de Corti. Éste está unido a la membrana basilar. También contiene endolinfa, que contiene altas concentraciones de K+ para la función de las células ciliadas internas y externas en el órgano de Corti.

## Importancia clínica
Los medicamentos administrados directamente al conducto timpánico se propagarán a toda la cóclea, excepto al conducto coclear. En raras ocasiones, el conducto coclear puede adquirir una forma incorrecta.

## Imágenes adicionales

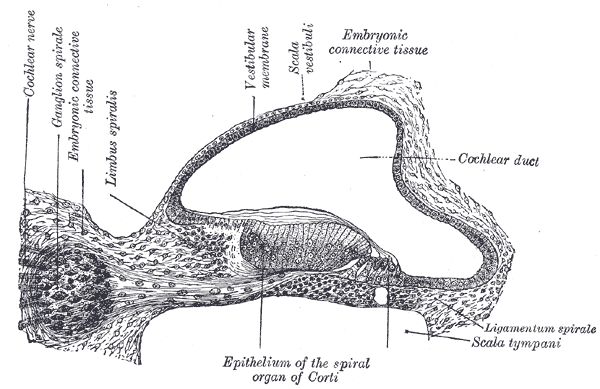
Sección transversal del conducto coclear de un feto de gato.
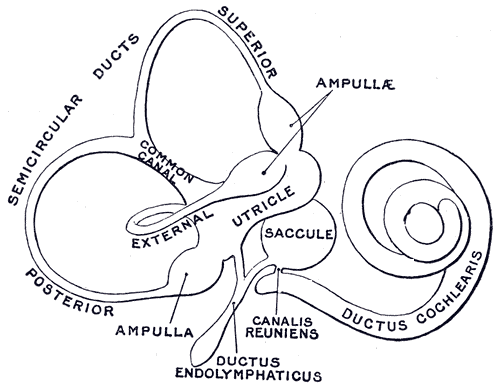
El laberinto membranoso.
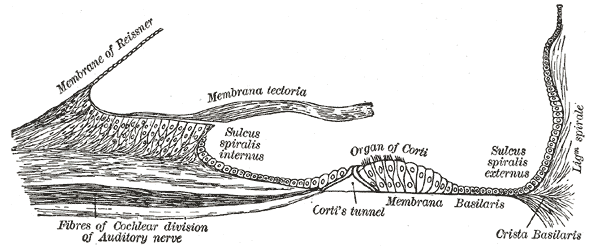
Suelo del conducto coclear.
Sección transversal de la cóclea.